# Chiton baliensis
Chiton baliensis är en blötdjursart som först beskrevs av Arthur Allman Bullock 1989.  Chiton baliensis ingår i släktet Chiton och familjen Chitonidae. Inga underarter finns listade i Catalogue of Life.